# Mieuxcé
Mieuxcé is een gemeente in het Franse departement Orne (regio Normandië) en telt 600 inwoners (2004). De plaats maakt deel uit van het arrondissement Alençon.

## Geografie
De oppervlakte van Mieuxcé bedraagt 10,4 km², de bevolkingsdichtheid is 57,7 inwoners per km².
De onderstaande kaart toont de ligging van Mieuxcé met de belangrijkste infrastructuur en aangrenzende gemeenten.

## Demografie
Onderstaande figuur toont het verloop van het inwonertal (bron: INSEE-tellingen).